# Сибірсько-татарська мова
Сибірсько-татарська мова (самоназва: себертатар тел / sebertatar tel) — мова сибірських татар. Належить до тюркських мов, що входять в передбачувану алтайську сім'ю мов.
Ділиться на 3 великих діалекти:
- тоболо-іртиський,
- барабінський,
- томський.

Питання про те, чи є сибірсько-татарська мова самостійною, чи це діалект татарської мови, залишається дискусійним.
В даний час сибірсько-татарська мова внесена ЮНЕСКО до числа мов РФ з явною небезпекою зникнення.
Інститут тюркологічних досліджень університету Хаджаттепе спільно з Інститутом турецької мови в травні 2012 року провели 4-й Міжнародний науковий симпозіум тюркологічних досліджень «Зникаючі або неіснуючі тюркські мови й культури». В список зникаючих тюркських мов й культур включено сибірсько-татарську мову й сибірсько-татарську культуру.

## Класифікація

### КласифікаціяРадлова
- Східна група: мови і діалекти алтайських, обських, єнісейських тюрків і чулимських татар, карагаська, хакаська, шорська і тувинська мови;
- Західна група: говірки татар Західного Сибіру, киргизька, казахська, башкирська, татарська і, умовно, каракалпацька мови;
- Центральноазійська група: уйгурська і узбецька мови;
- Південна група: туркменська, азербайджанська, турецька мови, деякі південнобережні говірки кримськотатарської мови; Якутська мова окремо[5].

### КласифікаціяБогородицького
- Північно-східна — якутська, карагаська і тувинська мови;
- Хакаська (абаканська) — сагайська, бельтирська, койбальська, качінська і кизильська говірки хакаського населення регіону;
- Алтайська — з південною гілкою: алтайська і телеутська мови і північною гілкою: діалекти т. з. черневих татар і деякі інші;
- Західно-сибірська — всі діалекти сибірських татар;
- Надволзько-приуральська — татарська і башкирська мови;
- Центральноазійська — уйгурська, казахська, киргизька, узбецька, каракалпацька мови;
- Південно-західна — туркменська, азербайджанська, кумицька, гагаузька і турецька мови[6].
- Сибірськотатарська мова відноситься по більшості фонетико-граматичних показників до мови кипчацько-ногайської підгрупи кипчацької групи західно-хуннської гілки тюркських мов[7].

### Класифікація за Д.Р.Тумашевою
- Тоболо-іртыський:
  - тюменський говір — Тюмень, Ялуторовський, Нижньотавдинський, Ісетський, Заводоуковський райони Тюменської області;
  - тобольський говір — Тобольський (з колишнім Байкаловським), Вагайський (з колишнім Дубровинським), Ярковський райони Тюменської області
    - східно-тобольський (токузько-уватський) підговір — Вагайський район;

  - заболотний говір — Тобольського, Уватський райони Тюменської області;
  - тевризький (курдакський, куртакський) говір — Тевризький, Усть-Ішимський, Знам'янський райони Омської області;
  - тарський говір — Тарський, Великоріченський, Колосовський райони Омської області.
- Барабинський — Барабінський, Куйбишевський, Киштовський, Венгеровський, Убинський, Чановський райони Новосибірської області[8].
- Томський:
  - еуштинсько-чатський говір — Томський район Томської області;
  - калмацький говір — Юргінський район Кемеровської області;
  - орський підговір чатів — Коливанський район Новосибірської області.

На її думку, в області граматичного ладу барабинський діалект тяжіє до південних діалектів алтайської, киргизької мов і має ряд граматичних рис, спільних з хакаською, шорською, тувинською й чулимсько-тюркською мовами. Томський діалект ще ближче до алтайської і споріднених з нею мовам. У тевризькій говірці тоболо-іртиського діалекту відзначено багато східно-тюркських елементів, характерних для алтайської, хакаської та шорської мов.

## Історія вивчення
Перші спроби наукового осмислення сибірськотатарської мови відносяться до кінця XVIII сторіччя. Інтерес до мови сибірських татар посилюється у зв'язку з необхідністю підготовки місіонерських кадрів для наверненням сибірських татар у християнство. В кінці XVIII ст. (1783 р.) запроваджується викладання сибірськотатарської мови. Це, ймовірно, є однією з причин відторгнення сибірськими татарами письмової форми своєї рідної мови, оскільки вона у цьому зв'язку ставала мовою християнізації, що, природньо, негативно сприймалося мусульманським населенням.
Для місіонерських цілей була проведена важлива робота вчителем татарської мови Тобольського головного народного училища Йосипом Гігановим. У 1801 році з'явилася його «Граматика татарської мови». У 1804 році виходить у світ його друга книга «Словник російсько-татарський». Під найменуванням «татарський» у цьому випадку мається на увазі сибірськотатарський. Цей словник містить понад 10 тисяч слів й виразів. У словнику вміщено такі слова, як йыуык «близько», тора «місто», кунагөй «готель», коток «криниця», сый «честь» та інші, а також християнські терміни — Індзіль «Євангеліє», Індзільче «євангеліст» та інші.
У 1802 році в Санкт-Петербурзі видається «Буквар арабського й татарського письма» вчителі Саусканської школи Ніят-Баки Атнометова в якості навчального посібника для учнів початкових класів сибірськотатарських шкіл. Цінність цієї книги полягає в тому, що вона була першою спробою складання підручника рідною мовою сибірських татар.
Цікавився сибірськотатарською мовою історик Сибіру Р. Ф. Міллер. Про це свідчить його архівний матеріал у портфелі № 513, зошит № 1 на місцях № 1-13, «Лексикон або краще сказати, зібрання слів татарської мови по всім діалектам Сибіру (башкирський, туринський, тобольський, томський, телеутський, кузнецький, красноярський, кангат-якутський) з перекладом на латинську мову».
У періодичній пресі XIX століття з'являються публікації, присвячені мові, культурі, побуті аборигенів Сибіру. Так, у журналі «Тобольские губернские ведомости» (1861) В. Юшков у статті «Сибірські татари» публікує матеріали з фонетики і лексики тобольських татар. Він аналізує мову і встановлює в ньому три фонетичні особливості:
1. Вживання глухих приголосних звуків п, с, т замість очікуваних дзвінких приголосних звуків б, з, д (пүлмә < «кімната», син «здатність», тус «друг»);
2. Заміна давньотюркського звуку ч звуком ц (пыцак «ніж», акца «гроші»);
3. Відповідність звуку ч звуку җ в словах арабо-перського походження (чан < җан «душа»).
З мови сибірських татар залишив роботи дослідник тюркських мов Вільгельм Радлов. IV частина його праці «Зразки народної літератури тюркських племен, що живуть у Південній Сибіру і Дзунгарьському степу» присвячена говіркам барабинців, тарських, тобольських й тюменських татар. Зібрані Радловим фольклорні матеріали мають нев'янучу цінність, бо вони написані у фонетичній транскрипції і повністю відображають основні характерні риси мови сибірських татар. Вільгельм Радлов у мові сибірських татар виділяв два діалекти: діалект барабинських діалект тоболо-іртиських, тобто тарських, тобольських, тюменських татар.
У 1903 році один з видатних тюркологів того часу проф. Н. Ф. Катанов видав у Казані книгу «Досвід дослідження урянхайської мови». У ній автор давав докладний опис урянхайської (тувинської) мови, як уважний лінгвіст з широким діапазоном, користувався зіставленням його з усіма тюркськими мовами (42 живими, 5 мертвими), відомими для того часу, в тому числі з мовою сибірських татар.
В Тобольську у 1904 році був опублікований невеликий словник говіркою татар тобольського округу, а в 1905 році — книга «Російсько-татарська розмова», укладена для навчання сибірських татар російської мови. У «Короткому російсько-татарському словнику» діалектні слова класифікуються тематично. Цей словник за принципом побудови не відрізняється від «Граматики» В. Гіганова. Однак, в ньому на відміну від попередніх словників, представлені переліки синонімічних груп. Наприклад, куца, әкә «старший брат», цәцгелцә, пау типкец «гойдалки», әйәрлек, таңлы «мудрість», көйгәләк, тис кеше «запальний», шир арсар «дурний», аңкарай, мәцкәй «жадібний» і інше.
На початку XIX ст. вивчення сибірськотатарської мови, як і раніше ведеться комітетом православного місіонерського товариства. У 1906 р. у Тобольську була надрукована «Російсько-татарська азбука» (російською мовою і говіркою татар Тобольської губернії), що складається з двох частин — сибірськотатарської та російською, містить алфавіт і ряд моралей. При складанні цих книг місіонери намагалися вживати розмовну мову того часу, щоб вони були зрозумілі простому народу, що, власне, певною мірою призвело до відмови сибірських татар від письмової форми своєї мови.
Більш глибоке вивчення сибірськотатарської мови почалося за радянської доби. Починаючи з 1920-1930-х років, мова сибірських татар стали розглядати як об'єкт діалектологічної науки в діалектній системі татарської мови. В ці роки були організовані ряд наукових експедицій до Сибіру.
Василь Богородицький мову сибірських татар відносив до західносибірської групи тюркських мов. На його думку, сюди входять чулимські, барабинські, тобольські, ішимські, тюменські і туринські татари. Характерною рисою цих говірок, за винятком ішимської, він вважав цокання. Західносибірські діалекти, говорив Василь Богородицький, складають перехід до поволзько-приуральської мовної області. У них старий тюркський вокализм вже почав видозмінюватися у напрямі, подібному до цієї останньої, причому представляє більш ранню фазу. Так, тут тюркське кореневе «о» звузилося до «у» (довге «у»), а тюркське «у» відображається у вигляді простого «у» (коротке «у»).
У 1940 р. в журналі «Рада мәктәбе» («Радянська школа») була опублікована стаття Латифа Заляя (Л. З. Залялетдинова) «Діалекти татарської мови», у другій частині якої матеріали з мови тобольських татар — «Тобол татарлар сөйләү телендәге кайбер үзенчәлекләрне күрсәткән материаллар» («Матеріали, що демонструють деякі особливості мови тобольських татар») — він аналізує мову татар Байкаловського району Омської області, а також наводить приклади з говірок тарських татар Омської області, бардимських татар Свердловської області. У цій статті Л. Заляй вперше вжив термін «східний діалект» для позначення сибірськотатарської мови. Проте в цей період не було жодної фундаментальної праці з сибірськотатарської мови. Найбільш значимі роботи, в тому числі дисертації, Л. Заляя були присвячені середньому діалекту татарської мови.
Фундаментальне вивчення сибірськотатарської мови вимагало не епізодичних експедиційних обстежень і збору даних одними і камеральної обробки їх іншими вченими, а багаторічного копіткого, систематичного стаціонарного дослідження особливостей діалекту в самому ареалі і тому ніхто з радянських вчених не наважувався на це.
Піонером у цьому став Габдулхай Хурамович Ахатов, який, одержимий наукою, переїхав з Казані до Тобольська з метою більш глибокого вивчення особливостей мови сибірських татар і тим самим вніс надалі фундаментальний внесок у вивчення діалектів сибірських татар.
Вивчаючи фонетичні особливості говірки місцевого населення Г. Х. Ахатов першим серед вчених відкрив у мові сибірських татар таке явище, як цокання, що, на його думку, було надбано сибірськими татарами від половців. У своїй класичній фундаментальній науковій праці «Діалект західно-сибірських татар» (1963) Г. Х. Ахатов представив матеріали за територіальним розселенням тоболо-іртиських татар в Тюменській і Омській областях. Піддавши всебічного комплексному аналізу фонетичну систему, лексичний склад і граматичний лад, вчений дійшов висновку, що мова сибірських татар являє собою один самостійний діалект, він не ділиться на говірки і є однією з найдавніших тюркських мов. На думку вченого «західносибірські татари є особливою етнографічною групою, яка виникла в результаті складного історичного процесу.»
Д. Р. Тумашева розглядала діалект західносибірських татар і в цілому сибірськотатарської мови, як «мовний підрозділ нижчого порядку, що входить до складу іншої мовної одиниці більш високого рівня членування», тобто — казанських татар", а так званий тоболо-іртиський діалект., на її думку, поділяється на п'ять говірок: тюменьську, тобольську, заболотну, тевризьку й тарську, що є науково не обґрунтованим і помилковим твердженням.
У перебудовний і постперебудовні час ті чи інші особливості сибірськотатарської мови досліджувалися Р. С. Барсуковою, А. Х. Насибуллиною, Д. Б. Рамазановою, А. Р. Рахімовою, Г. М. Сунгатовим та іншими.
Вивчали сибірськотатарську мову і в порівнянні з іншими тюркськими мовами. Істориками та етнографами було виявлено етнічні зв'язки сибірських татар й башкир. Наприклад, Б. О. Довгих вважає, що у складі корінного населення Тюменського повіту були не тільки татари, але й башкирські племена, що на початку XVII сторіччя пішли у степ, де були опорою Кучумовичів. Мовна спільність башкирської й сибірськотатарської мов відзначалася в працях Г. Х. Ахатова, а також в деяких працях Д. Р. Тумашевої, ійФ. Т. Валєєва.
Наукова діяльність Тумашевої по вивченню мови сибірських татар піддається великій критиці як науковців, так і широкої наукової громадськості. Так, С. М. Ісхакова і Ф. Т. Валєєв в роботі «Сибірські татари: етнокультурні та політичні проблеми відродження» пишуть з жалем, що «методи, застосовувані Д. Г. Тумашевою при вивченні мовного матеріалу, суперечності і непослідовність суджень при висвітленні ряду теоретичних питань, на нашу думку, не дозволили їй правильно вирішити поставлені перед собою завдання… у працях Д. Р. Тумашевої теоретичні та методичні недоліки і помилки грають гальмуючу роль у вирішенні актуальних проблем, що стоять перед корінними сибірськими татарами по відродженню їхньої мови і культури.»
Найближчими сусідами майже всіх груп сибірських татар були казахи. Етнічні зв'язки казахів з сибірськими татарами носили давній і різнобічний характер, незважаючи на періоди їх істотного ослаблення. Сибірськотатарська й казахська мовна спільність поряд із спільністю інших тюркських мов найбільш повно відмічена в працях Г. Х. Ахатова.
Центральнооазійський етнічний компонент у складі сибірських татар знаходить своє відображення у монографіях Г. Х. Ахатова «Діалект західносибірських татар» (1963) і С. М. Ісхаковій «Лексика сибірських татар: до питання про взаємовідносини татарської і узбецької мов» (1970).

## Ставлення до татарської мови
У питанні співвідношення сибірськотатарської мови з татарською літературною мовою у вчених немає єдиної думки. В цьому напрямку існує дві тенденції. Перша ґрунтується на твердженні, що сибірські татари є носіями східного діалекту татарської мови. Прихильниками цього погляду є вчені-лінгвісти Г. Х. Ахатов, Л. Заляй, М. З. Закиєв, Д. Р. Тумашева і їх послідовники.
Дещо інша позиція у тих, хто розглядає мову сибірських татар поза зв'язок з татарською або якою-небудь іншою мовою. Серед них А. П. Дульзон, Н. А. Томілов, Ф. Т. Валєєв та інші. Ці вчені на основі етнологічних та лінгвістичних досліджень стверджують, що сибірськотатарська мова — абсолютно самостійна тюркська мова. Г. Х. Ахатов на основі власних більш комплексних досліджень також виявив, що мова сибірських татар є однією з найдавніших тюркських мов, діалектно диференційована на два самостійних діалекти татарської мови: західносибірський та східносибірський (діалекти татарської мови — через те, що сибірські татари на період його досліджень не мали власної писемності й користувалися писемністю казанських татар).

### Фонетика
Вперше фонетичні особливості мови сибірських татар фундаментально досліджував Г. Х. Ахатов у монографії «Мова сибірських татар. Фонетичні особливості» (Г. Х. Ахатов, 1960).
У фонетиці мови Г. Х. Ахатовим було виділено 11 особливостей, в тому числі, ясне неогублене «а» у першому складі слова, як у казахській мові та у деяких діалектах башкирської, явища тотального оглушення дзвінких приголосних, пов'язані з угорським субстратом. 9 голосних звуків складають систему вокалізму, є висхідні і низхідні дифтонги. Цокіт на думку Г. Х. Ахатова також є однією з основних фонетичних особливостей мови татарського населення Західного Сибіру.
| підйом/ряд | передній | задній |
| верхній    | ү и      | у      |
| середній   | е ө      | про ы  |
| нижній     | е        | а      |

Істотних приголосних 17. До специфічних відносяться галасливий щілинний (фрикативний) губний полудзвінкий [бв], задньоязичний галасливий щілинний полудзвінкий [г], галасливий щілинної увулярний дзвінкий [ғ], галасливий смичний увулярний глухий қ смичний увулярний [ң], щілинний губно-губний [w]. Для мови характерно цокання і йокання у всіх позиціях слова.
| Місце утворення / Спосіб утворення | Місце утворення / Спосіб утворення | губні | язичні            | язичні            | язичні          | увулярні |
| Місце утворення / Спосіб утворення | Місце утворення / Спосіб утворення | губні | передньо — язичні | середньо — язичні | задньо — язичні | увулярні |
| ш у м н і                          | проривні                           | п     | т                 |                   | к               | ҡ        |
| ш у м н і                          | щілинні                            | бв    | с ш               |                   | г               | ғ        |
| ш у м н і                          | африкати                           |       | ц                 |                   |                 |          |
| с о н а н т и                      | смичні                             | м     | н                 |                   |                 | ң        |
| с о н а н т и                      | щілинні                            | w     | л                 | й                 |                 |          |
| с о н а н т и                      | тремтячі                           |       | р                 |                   |                 |          |

### Граматика
Найбільш повно, науково обґрунтовано та всебічно граматику мови сибірських татар досліджував Г. Х. Ахатов. Так, він вперше в науці комплексно дослідив особливості у вживанні афіксів словотворення, особливості в аналітичному словотворенні, особливо в області імен іменників, імен числівників, займенників, дієслів, дієприслівників та синтаксичні особливості діалекту. Розглядаючи особливості афіксів словотворень, професор Г. Х. Ахатов у своїй фундаментальній науковій монографії «Діалект західносибірських татар» (Г. Х. Ахатов, 1965) на с. 139 пише, що «у відношенні складу афіксів словотворення діалект помітно не відрізняється від літературної мови». Однак тут же вчений зауважує, що є «афікси, характерні тільки для даного діалекту, а також афікси, що відрізняються від літературної мови, і, нарешті, афікси, загальні для діалектів і літературної мови, але там і тут вживаються своєрідно».
Сибірськотатарська мова — агглютинативний. Основний спосіб афіксації — суфіксація. Наприклад, слово өйләребескә (нашим будинкам) містить 4 морфеми: өй-ләр-ебес-кә. При цьому коренем є морфема өй — будинок, а всі інші морфеми — афікси: -ләр- — афікс множини, -ебес- вказує на належність до займеннику пес (ми), -кә — показник керувального відмінка.
За своїм лексико-граматичним значенням, морфологічними особливостями і синтаксичним функціям частин мови сибірськотатарської мови поділяються на групи: самостійні, службові, вигуки й наслідувальні слова.
До самостійних частин мови належать: іменники, прикметники, числівники, займенники, прислівники, дієслова (мають невідмінувані (неособисті) форми: інфінітив, ім'я дії, дієприкметники, дієприслівник). До службових (допоміжним) частин мови належать: частки, модальні слова, післялоги і післялогові слова, сполучники і сполучні слова. Вигуки і наслідувальні слова складають окремі групи частин мови.
У сибірськотатарській мові, як і у всіх тюркських, немає категорії роду. Є категорія приналежності:
|         | однина            |  | множина             |
| 1 особа | ҡулым (моя рука)  |  | ҡулыбыс (наша рука) |
| 2 особа | ҡулың (твоя рука) |  | ҡулығыс (ваша рука) |
| 3 особа | ҡулы (його рука)  |  | ҡулы (їх рука)      |

У іменників є відмінювання. Розрізняють 6 відмінків:
- Основний шәм «свічка»
- Притяжний шәмнеңке «свічки»
- Давально-направний шәмкә «свічці»
- Знахідний шәмне «свічку»
- Місцевий шәмтн «у свічки»
- Вихідний шәмтән «з свічки».

Прикметник не має формальних показників, не узгоджується з іменниками в числі і відмінку. Якісні мають 4 ступені порівняння: основну сари (жовтий), порівняльну сарыраҡ (жовтіше), перевершувальну әшкәрә сари (дуже жовтий), зменшувальну сарғылт (жовтуватий).
Числівники мають 5 розрядів: кількісні — піш (п'ять), порядкові — пишенце (п'ятий), збірні — пишәү (п'ятеро), приблизні — пишләп (близько п'яти), дробові — пишнең пере (одна п'ята).
Прислівники можуть виражати різні мірою ознаки дії або ознаки ознаки. Вони мають три форми ступенів: основну тис (швидко), порівняльну төптәрәк (нижче), перевершувальну көпә-көнтөс (серед білого дня).
Дієслово у сибірськотатарській мові має категорії:
- аспекти — күрәте (бачить) — күрмәйте (не бачить);
- застави — основний киттем (я пішов), поворотний йыуышҡалы (вмиватися), пасивний сөрөлгән (зораний), взаємно-спільний кәпләшкәле (розмовляти), понудительный йеткер (доведи);
- нахилення — дійсне, наказове ташла (кинь), умовне ҡайтсаң (якщо повернешся), бажане парғы киләте (хочеться піти);
- особи, числа:

|         | однина              | множина              |
| 1 особа | сурайым (питаю)     | сурайбыс (питаємо)   |
| 2 особа | сурайсың (запитуєш) | сурайсыс (питаєте)   |
| 3 особа | сурайты (запитує)   | сурайтылар (питають) |

- часу:
  - минулого (7 форм: өшөтө (замерз), уйлаған (думав), паратығын ителәр (вони, зазвичай, ходили), цицкәйтек (ми знімали), тыңнайты итегес (ви, бувало, слухали), эшетепсең (ти, виявляється, чув), ҡасмаҡцы тим (я хотів копати));
  - теперішнього (йырлайым (я співаю), вул аңнамайтығын (він, зазвичай, не розуміє), әсерләнеп йатам (готуюсь));
  - майбутнього (ҡыцҡырыр (крикне));
- способу дії (співвідношення з видом, аспектуальность);
- перехідності-неперехідності.

Дієслово має відмінувані особисті (змінюються за особами і числами) і невідмінувані неособисті форми. До відмінуваних відносяться: виявне, наказове, бажане, умовне нахилення. До невідмінуваних: дієприкметник йасылған (написаний), утыратығын (сидить); дієприслівник ағарып (белея), эшеткәц (почувши); ім'я дії йөсөү (плавання), інфінітив эшләгәле (працювати).

### Діалекти
В татарській діалектології немає єдиної думки щодо діалектного членування сибірськотатарської мови. Так, професор Л. Заляй вважав цю мову єдиним діалектом татарської мови.
Вільгельм Радлов ділить мову сибірських татар на два великих діалекти:
1. барабинський;
2. тоболо-іртиський.

Між тим, професор Г. Х. Ахатов, дотримуючись у цілому поглядів Вільгельма Радлова про поділ мови сибірських татар на два даних діалекти, все ж таки вважав більш науковим й доцільним називати мову татарського населення Тюменської та Омської областей (колишньої Тобольської губернії) діалектом західносибірських татар, а мова барабинських, томських та інших татар — діалектом східносибірських татар.

### Писемність
Історія сибірських татар була пов'язана впритул з Аму-Дар'єю (Центральна Азія). Економічні, виробничі відносини, спосіб життя, а особливо культура народів Приіртишшя і народів, що населяють пониззя Аму-Дар'ї, у Середньовіччі були єдині. Духовний вплив Бухари і Самарканда на сибірських татар виявився вагомим в кінці 14 — початку 15 ст. Єдність культурних устремлінь було досягнуто завдяки впливу суфійського світогляду. До кінця 19 ст. утвердилася єдина літературна тюркська мова карлуко-кипчацькій основі на Іртиші, в Передураллі, й у Надволжі. Тобто до 19 ст. літературною мовою сибірських татар був середньоазійський тюркі.
Розвиток капіталізму (третя третина 19 ст.) сприяло підвищенню вимог до системи освіти. В тюрксько-мусульманському середовищі виникає нова система народної освіти — джадідізм. Крім предметів релігійного характеру за новою системою в медресе необхідно було викладання світських предметів. Тому потрібні були нові, більш підготовлені кадри вчителів, яких запрошували з Казані. Туди ж сибірські татари направляли на навчання кадри майбутніх вчителів з числа сибірських татар. Відомо, що казанські татари були грамотними тюрками (велика щільність населення на територіях їх проживання, малоземелля, змушували освоювати професії інтелектуального і творчого профілю — вчителів, письменників, поетів, музикантів) і, тому, грали роль просвітителів тюрків Казахстану, Західного Сибіру. До того ж на мові сибірських татар на початку 19 ст. православними місіонерами стали видаватися підручники і словники. Кінцевою метою цієї діяльності було, природно, хрещення сибірських татар. Тому письмова форма сибірськотатарської мови починає асоціюватися сибірськими татарами, як мова християнства, що негативно позначилося на ставленні до письмової форми мови, відштовхнуло носіїв мови від процесів нормування рідної мови. Тому в наступні періоди роботи з нормування мови сибірських татар не велися і населення користувалося в якості літературної казансько-татарською мовою, як мовою освіти.
З часу проникнення у Сибір ісламу і до 1920-х років сибірські татари, як і всі мусульманські народи, користувалися писемністю, заснованою на арабській графіці, що у 1928 році була замінена латиницею, а в 1939 році — кирилицею.
Рідна мова сибірських татар — стійке явище. Воно широко використовується ними в комунікативній сфері та не має тенденції до активного нівелювання з іншими мовами. У той же час міське сибірськотатарське населення переходить на російську мову, що відноситься тільки до мови, але не до самосвідомості.
Наразі відсутній нормативний документ, що законодавчо закріплював би писемність сибірськотатарської мови. Ця обставина перешкоджає однозначному тлумаченню про існування сибірськотатарської мови як загальноприйнятого літературної мови татар Західного Сибіру Росії, тому в такій ситуації можна говорити лише про особливо відокремлений, самостійний західносибірський діалект татарської мови з ознаками самостійного мови.
У 2000 році в Тюмені було видано перший сибірсько-татарський буквар, в якому було запропоновано сибірсько-татарський алфавіт. Алфавіт включає всі 33 літери російського алфавіту, а також додаткові знаки Е е, Ғ ғ, Ҡ ҡ, Ә ә, Ө ө, Ү ү.

## Відношення сибірськотатарської мови до киргизько-кипчацьких і гірськоалтайських мов
Н. А. Баскаков, визнаючи приналежність сибірсько-татарської мови до татарської діалектної зони, в той же час вказує на схожість барабинської і нижньочулимської говірок.
Про близькість з гірськоалтайським кластером напрошуються висновки на підставі слів з барабинської говірки, наведені в «Етимологічному словнику тюркських мов» під редакцією Ерванда Севортяна.
Д. Г. Тумашева в дослідженнях й словниках наводить низку засад, що знаходять паралелі виключно в південно- й північноалтайській, причому ближче до південноалтайської.